# نهاش ثماني الخطوط
نهاش ثماني الخطوط (الاسم العلمي:Lutjanus octolineatus) (بالإنجليزية: Whitebelly snapper)‏ هو نوع من الأسماك يتبع جنس النهاش من الفصيلة النهاشية.